# Atari 2600
Atari 2600 (Atari VCS до 1982 року) — домашня гральна консоль від Atari, випущена 11 вересня 1977 року. Вона популяризувала використання мікропроцесорних апаратних засобів і ROM-картриджів. Маючи велику популярність, Atari 2600 вироблялася до 1982 року, але на європейському та американському ринках залишалася до початку 1990-х. Після цього була витіснена більш новими та досконалими приставками, зокрема NES.

## Історія
Тед Дабні і Нолан Бушнелл розробили ігрову консоль Atari в 1970-х роках. У 1972 р. компанія змінила назву на «Atari». У 1973 р. Atari Inc. придбав інженерно-аналітичний центр Cyan Engineering, який вивчав відеоігрові системи нового покоління, і якийсь час працював над прототипом, відомим як «Stella» (названий на честь велосипеда, що належав комусь з інженерів). На відміну від попередніх поколінь консолей, які використовують власну логіку для відтворення невеликої кількості ігор, її ядро являє собою повний процесор, відомий як MOS 6502, в бюджетному варіанті — 6507. Він поєднувався з чипом оперативної пам'яті та чипом вводу-виводу, технологією MOS 6532, а також дисплеєм та звуковим чипом — адаптером телевізійного інтерфейсу (TIA). У перших двох версій консолі четвертий чип вбудований у відеосхему, що робить їх економічно вигідними. Деякі пізніші версії консолі видалили чип буфера.
Програми для малих ЕОМ того часу, як правило, зберігаються на касетах, дискетах або паперових стрічках. На початку 1970-х років компанія Hewlett-Packard виготовила настільні комп'ютери, що коштували тисячі доларів, такі як HP 9830, який містив пам'ять призначену тільки для читання (ROM) на змінних картриджах, які використовувалися для додавання спеціальних функцій програмування. Ці картриджі зацікавили виробників ігор. Спершу, дизайн не повинен був бути на картриджній основі, але, побачивши «підроблену» картриджну систему на іншій приставці, вони зрозуміли, що можуть постачати ігри на картриджах в основному за ціною з'єднувача та упаковки.
У 1976 році Fairchild Semiconductor випустила свій власний процесор на базі системи, Video Entertainment System. «Stella» ще не готова до виробництва, але потрібно було, щоб вона вийшла ще до того, як подібні продукти завалять ринок. Atari не мав грошового потоку, для швидкого завершення системи, враховуючи, що продажі їх консолі Pong почали падати. Нолан Бушнелл урешті-решт звернувся до Warner Communications, і продав компанію їм у 1976 році за 28 млн дол. з умовою, що «Stella» буде підготовлена якомога скоріше.
Ключем до можливого успіху консолі був найм дизайнера Джея Майнера, який зумів розмістити всю електроніку в єдиному чипі. Після завершення та налагодження консоль була готова до використання.

## Технічні характеристики
Консоль містить 8-бітний процесор MOS Technology 6507 з частотою 1,19 МГц, оперативну пам'ять обсягом 128 байтів, та звуковий чип Television Interface Adaptor. Atari 2600 підтримує роздільність екрана у 160х192 пікселів. Максимальний обсяг ігрових картриджів складає 32 кілобайти.
Крім стандартного джойстика, консоль підтримувала спеціальні клавіатуру, світловий пістолет, додаткові джойстики, кермо і трекбол.

## Клони
- На чипсеті Atari 2600 бразильсько-китайські інженери зробили ігрову приставку FunVision.
- Також на чипсеті Atari 2600 китайські інженери зробили ігрову приставку Rambo TV Games.